# ジャン・ミューラー
ジャン・ミューラー、またはヨハネス・ミューラー、ラテン語名はヨハネス・ミューラー・アルゴヴィンシス（Jean  Müller、,Johannes Müller、Johannes Müller Argoviensis、1828年5月9日 - 1896年1月28日）はスイスの植物学者である。

## 生涯
アールガウ州のトイフェンタール（Teufenthal）の農家に生まれた。工業学校で学ぶ内に植物学に情熱を持つようになった。ハンス・シンツ（Hans Schinz）とともに、アールガウの植物の栽培園を作りはじめた。1850年から2年間、ジュネーブで学び、植物学者のエドモン・ボアシエやアルフォンス・ドゥ・カンドールに才能を見出され、その時、空席だった栽培園の学芸員に任じられた。
1851年春、デュビー牧師とフランス南部を旅し、採集した植物は後にヨーロッパ各地の薬草園に移植された。さらにロンバルディア、チロル、ザルツブルクの採集旅行を行い、翌年、ボアシエとサヴォイのアルプス地域、ヴァッレ・ダオスタ、ピエモンテの採集旅行をおこなった。その後、植物の分類作業に従事し、たまにサボイの近郊やスイスの山地を採集旅行した。
1857年にスイス自然科学協会（Société helvétique des sciences naturelles）から『モクセイソウ科のモノグラフ』（"Monographie de la famille des Résédacées"）を出版し、賞を受賞し、チューリッヒ大学から学位を得た。その後多くの論文を執筆し、主に地衣類の研究を行った。
1868年にジュネーブ大学の講師に任命され、1871年からジュネーブ・アカデミーの医学と薬用植物の教育の責任者となった。1876年から健康上の理由で引退するまで、ドゥレセーヌ薬草園（l'herbier Delessert ）とジュネーブ植物園の園長を務めた。
1878年から1882年の間、ジュネーブ植物学会の会長を務め、ロンドン・リンネ協会の会員、ドイツ植物学会、ベルギー王立学会、などの多くの学会の会員になった。
キンポウゲ科のキンポウゲ属の種、Ranunculus argoviensis W.Kochやアカネ科の種、Psychotria argoviensis Steyerm.、ガマ科のガマ属のTypha argoviensis Hausskn. ex Asch. & Graebn.に献名されている。